# ヘンリー・ハイド (第4代クラレンドン伯爵)
第4代クラレンドン伯爵および第2代ロチェスター伯爵ヘンリー・ハイド（英語: Henry Hyde, 4th Earl of Clarendon and 2nd Earl of Rochester PC、1672年6月 – 1753年12月10日）は、イギリスの貴族、政治家。1682年から1711年までハイド卿の儀礼称号を使用した。

## 生涯
初代ロチェスター伯爵ローレンス・ハイドとヘンリエッタ・ボイル（初代バーリントン伯爵リチャード・ボイルの娘）の息子として、1672年6月に生まれた。1683年から1687年までイートン・カレッジで教育を受けた後、1687年から1690年までイタリア、ドイツ、オランダを旅し、1700年10月7日にオックスフォード大学よりDCLの学位を授与された。
1692年11月15日から1711年5月2日までローンストン選挙区の庶民院議員を務めた。トーリー党員であり、1696年にジャコバイトの第3代準男爵ジョン・フェンウィックの私権剥奪に反対、1710年にはヘンリー・サシェヴェレルの弾劾に反対した。
1711年5月2日に父が死去すると、ロチェスター伯爵の爵位を継承、さらに1723年3月31日に第3代クラレンドン伯爵エドワード・ハイド（ヘンリー・ハイドの伯父の孫にあたる）が死去すると、クラレンドン伯爵の爵位を継承した。父からロチェスター伯爵を継承した以降、貴族院に移籍して引き続きトーリー党員としてふるまった。
1710年10月19日から1714年9月まで枢密顧問官を務め、1711年から1714年までコーンウォール統監を務めた。
1719年、王立音楽アカデミー社に出資した。
1751年1月にハイド男爵の爵位を息子ヘンリーに譲ったが、ヘンリーが1753年4月26日に落馬事故で死去したため、第4代クラレンドン伯爵はハイド男爵を再継承した。同年12月10日、第4代クラレンドン伯爵が死去、後継者がいないため全ての爵位が断絶した。

## 家族

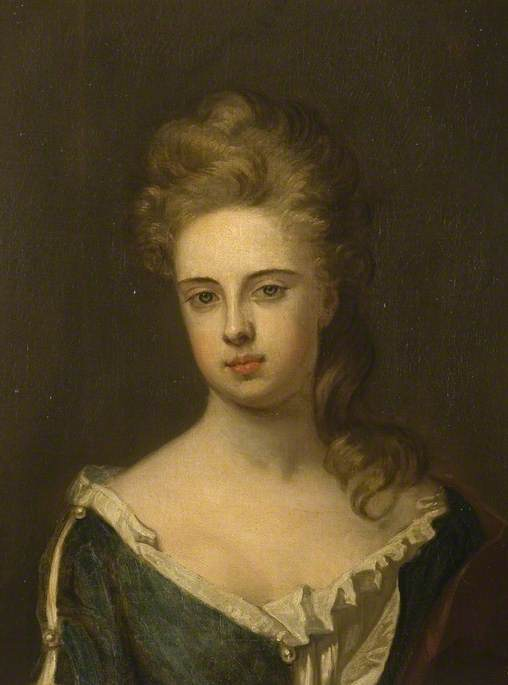
第4代クラレンドン伯爵の娘ジェーン

1692年3月8日、第4代準男爵ウィリアム・ルーソン＝ゴアの娘ジェーン（1725年没）と結婚、下記の子女をもうけた。
- ヘンリエッタ（1710年7月5日埋葬）
- エドワード（1702年11月17日埋葬）
- ローレンス（1703年10月6日 – 1704年5月27日埋葬）
- アン（1709年11月2日埋葬）
- ジェーン（英語版）（1694年 – 1724年1月） - 1718年11月27日、第3代エセックス伯爵ウィリアム・カペルと結婚、子供あり
- キャサリン（英語版）（1701年頃 – 1777年7月17日） - 1720年3月10日、第3代クイーンズベリー公爵チャールズ・ダグラスと結婚
- シャーロット（1707年頃 – 1740年3月17日）
- ヘンリー（英語版）（1710年 – 1753年） - 第5代ハイド男爵